# 周浚
周 浚（しゅう しゅん、生没年不詳）は、中国三国時代の魏および西晋の官僚・軍人。字は開林。本貫は汝南郡安成県（安城県）。父に周裴、妻に李絡秀。子に周顗、周嵩、周謨、従兄弟に周恢、周馥など。

## 生涯
剛毅果敢にして才知で知られ、人の才能を見抜く力があった。同郷の史曜は寒門で無名だったが、周浚は彼を友とし妹も嫁がせ、最終的には世に名を馳せた。周浚は最初は州郡の招きに応じなかったが、後に魏の尚書郎となり、昇進して御史中丞から折衝将軍・揚州刺史となり、射陽侯に封じられた。
咸寧5年（279年）からの征呉の役では、王渾配下として牛渚を目指し、江西の呉の守備兵を破る。太康元年（280年）には孫晧の中央軍が至ると、周浚は司馬・孫疇、討呉護軍・張翰らと派遣され、張悌、沈瑩らと対峙する。沈瑩は青巾兵と呼ばれる精鋭を率いていたが、晋軍は三度の衝突でも陣を崩さず、呉の撤退時におきた混乱に乗じて版橋で大勝し、張悌などを斬って数千の首級、万を超える捕虜を得て横江に駐屯した。
当時、王濬が荊州などで連戦連勝しており、その報が入ると揚州別駕の何惲が「王龍驤（王濬）は武昌を破りその勢いは盛んで呉の滅亡は間近です。一方で、わが軍は敵の精鋭を壊滅させて呉の朝廷は戦慄しており、ここで渡河して乗り込めば戦わずして降伏させられます。（出遅れてはなりません）」と進言した。周浚は納得して王渾に進言しようとすると何惲は「王渾は期を察せず、また保身に走って策に従わないでしょう」と答え、案の定「詔に背けば勝っても非難、負けたら重罪となる。また貴方一隊では征服は不可能だ。詔には王濬が来たら我が命令を受けるようあるので、同時に攻めたらよい」と答えた。何惲は重ねて進言したがやはり却下され、王濬も進軍を止めず呉を降伏させた。このため王渾、周浚らは王濬との諍いをはじめ、王濬に対する誣告を盛んにおこなった。
その後、周浚は王渾と共に呉の城砦に進んで周囲を慰撫し、成武侯に封じられ、食邑は六千戸、絹六千匹を賜った。翌年は秣陵県に移って逃亡者などを平定し、呉の旧臣を礼遇し俊才を求めて（陸雲や華譚などを従事に迎え）、また威厳と恩徳があり呉人から敬服された。
これより以前に周浚が弋陽にいた頃、晋呉間で市を建てていたが、両国の将はそれを襲って戦功としていたことがあった。呉の蔡珪は沔中の守将で弟の蔡敏宛に書簡を出して「いにしえでは交戦状態でも国境付近は軍も国も信義を奉じるものであった。しかし、聞くところによると辺境では往々にして交易する人々を略奪しているというが言語道断である。弟は決して小利を貪り大いなる備えを忘れぬように」と語った。周浚はこの書簡を間者から得て大いに感心していたため、呉に渡ると蔡珪を探し求めた。そこで彼に本籍を尋ねて汝南人と知ると、戯れに「私は以前より呉に君子はいないと思っていましたが、やはり貴方は同郷の人でしたね」と言った。
後に侍中に転じ、武帝・司馬炎に仕えた。武帝から「御身の一族の子弟で誰か推薦する者はいるか」と問われると「叔父の子の周恢は重臣に相応しく、同じく周馥は清臣に相応しい人物です」と答え、それぞれ任用された。また後に少府卿に転じ、将作大匠を兼任して宗廟を補修し五百戸を加増された。その後、王渾の後任として使持節・都督揚州諸軍事となり、元康の初め（291年頃）安東将軍を加えられ、在官中に亡くなった。